# Nebulasilvius insularis
Nebulasilvius insularis är en skalbaggsart som beskrevs av Deschodt och Clarke H. Scholtz 2008. Nebulasilvius insularis ingår i släktet Nebulasilvius och familjen bladhorningar. Inga underarter finns listade i Catalogue of Life.